# Fundació de la Comunitat Valenciana La Llum de les Imatges
La Fundació de la Comunitat Valenciana La Llum de les Imatges fou una fundació participada per la Generalitat Valenciana. Es dictà la seua la conclusió de la seua activitat ja programada per a 2014, sense que per part de la Generalitat i el seu sector públic es financen noves línies d'activitat de la fundació, i haurà d'acordar la seua extinció de conformitat amb la normativa vigent en matèria de fundacions.